# Empiprazol
O empiprazol (DCI) é uma droga ansiolítica do grupo fenilpiperazina que jamais foi comercializada. Esta produz efeitos ansiolíticos
em animais, apesar desses efeitos parecerem ser bisáficos e/ou revertidos quando usados em altas doses. Ela é conhecida por produzir ortoclorofenilpiperazina (o-cPP) como um metabolito.